# 恩斯特·维利莫夫斯基
恩斯特·奥托·维利莫夫斯基（德語：Ernst Otto Wilimowski，本名恩斯特·奥托·普兰德拉，1916年6月23日—1997年8月30日），波兰足球运动员，司职前鋒，波兰历史最佳射手之一。

## 荣誉
罗切霍茹夫
- 波蘭足球甲級聯賽：1934（英语：1934 Ekstraklasa），1935（英语：1935 Ekstraklasa），1936（英语：1936 Ekstraklasa），1938（英语：1938 Ekstraklasa）

慕尼黑1860
- 德国足协杯：1942（英语：1942 Tschammerpokal）[1]

个人
- 波兰足球甲级联赛最佳射手：1934（英语：1934 Ekstraklasa），1936（英语：1936 Ekstraklasa），1939（英语：1939 Ekstraklasa）
- 德国足协杯最佳射手：1942（英语：1942 Tschammerpokal）